# Достык (Енбекшиказахский район)
Достык (каз. Достық, до 199? — Дружба) — село в Енбекшиказахском районе Алматинской области Казахстана. Входит в состав Каратурыкского сельского округа. Расположено в 53 км к востоку от районного центра — города Есик. Код КАТО — 194057300.

## Население
В 1999 году население села составляло 2500 человек (1266 мужчин и 1234 женщины). По данным переписи 2009 года, в селе проживал 3091 человек (1532 мужчины и 1559 женщин).